# Георгієвський Борис Володимирович
Бори́с Володи́мирович Гео́ргієвський (нар. 20 березня 1968, Київ) — український актор театру, кіно та дубляжу, бард. Заслужений артист України (2018).

## Біографія
Народився 20 березня 1968 року у Києві.
Закінчив акторський факультет Київського державного інституту театрального мистецтва імені Івана Карпенка-Карого (курс В. Зимньої).
У трупу Молодого театру зарахований відразу після закінчення театрального інституту.
Один із провідних артистів українського дубляжу. Грає у Київському академічному Молодому театрі.
У актора складний за красою тембру голос, драматичний темперамент, вільно володіє кількома музичними інструментами, при своїй фактурі досить пластичний - актор для виконання характерних ролей: злодіїв, хуліганів, героїв другого плану.
У роботі активний, творчий, у ролях щирий, безпосередній, органічний, може працювати в різних жанрах, Вільно володіє пером, музично обдарований, незмінний учасник - автор і виконавець капусників, молодіжний бард. Жоден творчий вечір, благодійна акція не проходить без його участі. Борис також має свій вокальний концертний репертуар.
Був бренд-войсом телеканалу «2+2» і радіостанції «Super Radio». Зірав сотні ролей українською та російською для студій 1+1, Le Doyen, Постмодерн, Starlight Production, Tretyakoff Production та інших.

## Фільмографія
| Роки      | Назва                                       | Оригінальна назва | Роль                                  | Примітки |
| --------- | ------------------------------------------- | ----------------- | ------------------------------------- | -------- |
| 2024-2025 | К.О.Д.                                      |                   | Підполковник Шаблій Віктор Вікторович |          |
| 2024      | Курс щасливого життя                        |                   |                                       |          |
| 2023      | Уроки толерантності                         |                   | Кум Гриша                             |          |
| 2021      | Вузький міст                                |                   |                                       |          |
| 2021      | Без тебе                                    | Без тебя          |                                       |          |
| 2020-2023 | Слід                                        |                   | Підполковник Шаблій Віктор Вікторович |          |
| 2020      | Толока                                      |                   | Микола                                |          |
| 2020      | Мавки                                       |                   |                                       |          |
| 2020      | Се ля ві                                    |                   |                                       |          |
| 2020      | Три сестри                                  |                   |                                       |          |
| 2020      | Мишоловка для кота                          |                   |                                       |          |
| 2019      | Вибір матері                                |                   | Максим                                |          |
| 2019      | Повернення                                  |                   | Валера                                |          |
| 2019      | Як довго я на тебе чекала                   |                   | Мітрич                                |          |
| 2019      | Підлягає знищенню                           |                   | Рибін                                 |          |
| 2019      | Кріпосна                                    |                   | Степан                                |          |
| 2019      | Слідчий Горчакова                           |                   | Бандит Біленький                      |          |
| 2019      | Сонячний листопад                           |                   |                                       |          |
| 2018      | Ангеліна                                    |                   |                                       |          |
| 2018      | Поверни мені життя                          |                   | Павло                                 |          |
| 2018      | Дід                                         |                   |                                       |          |
| 2018      | Скарбниця життя                             |                   | Матвій                                |          |
| 2018      | Кров янгола                                 |                   | Платон                                |          |
| 2018      | За законом воєнного часу 2                  |                   | Петров                                |          |
| 2018      | Перевірка на міцність                       |                   |                                       |          |
| 2017      | Вікно життя 2                               |                   | Артем Чуйков                          |          |
| 2017      | Слуга народу 2                              |                   | Прокурор                              |          |
| 2017      | Субота                                      |                   | далекобійник                          |          |
| 2017      | Що робить твоя дружина?                     |                   | Борис Чудской                         |          |
| 2017      | Все ще буде                                 |                   | Петро                                 |          |
| 2017      | Друге життя Єви                             |                   | Борис Сергійович                      |          |
| 2017      | Лінія світла                                |                   | Микола                                |          |
| 2017      | Невиправні                                  |                   | міністр                               |          |
| 2017      | Перший хлопець у селі                       |                   | людина в кузові                       |          |
| 2016      | Улюблена вчителька                          |                   | Степан Смирнов                        |          |
| 2016      | Майор і магія                               |                   |                                       |          |
| 2016      | Між любов'ю та ненавистю                    |                   | Іван Іванович                         |          |
| 2016      | На лінії життя                              |                   |                                       |          |
| 2016      | Нитки долі                                  |                   | Паша                                  |          |
| 2016      | Одинак                                      |                   |                                       |          |
| 2016      | Вікно життя                                 |                   | Артем Васильович                      |          |
| 2016      | Казка старого мельника                      |                   |                                       |          |
| 2015      | Пес                                         |                   | Георгієвський                         |          |
| 2015      | Відьма                                      |                   | Худий                                 |          |
| 2015      | Жереб долі                                  |                   | Анатолій                              |          |
| 2015      | Офіцерські дружини                          |                   | Василь Тюпа                           |          |
| 2015      | За законом воєнного часу                    |                   | комполка                              |          |
| 2014      | Бик та Шпіндель                             |                   | Льоха Тазиков                         |          |
| 2014      | Вітер в обличчя                             |                   | директор СТО                          |          |
| 2014      | До побачення, хлопчики                      |                   | Зубов                                 |          |
| 2014      | Особиста справа                             |                   | Іван Радов                            |          |
| 2014      | Пограбування по-жіночому                    |                   | Гена                                  |          |
| 2014      | Остання електричка                          |                   | Борис                                 |          |
| 2014      | Швидка допомога                             |                   | Говоров                               |          |
| 2014      | Так далеко, так близько                     |                   | Віктор Федоров                        |          |
| 2013      | 1943                                        |                   | начальник поліції                     |          |
| 2013      | Агент                                       |                   | зек                                   |          |
| 2013      | Без права на вибір                          |                   | Бондаренко                            |          |
| 2013      | Жіночий лікар 2                             |                   | Суворов                               |          |
| 2013      | Поводир                                     |                   | Матрос                                |          |
| 2013      | Ти будеш моєї                               |                   | В'ячеслав                             |          |
| 2013      | Вбити двічі                                 |                   | Борис Рябов                           |          |
| 2013      | Я поруч                                     |                   | донощик                               |          |
| 2012      | Ангели війни                                |                   | Пантелєєв                             |          |
| 2012      | Анна Герман                                 |                   |                                       |          |
| 2012      | Особисте життя слідчого Савельєва           |                   | Сергій Єрмолін                        |          |
| 2012      | Перевертень у погонах                       |                   | мисливець                             |          |
| 2012      | Порох і дріб                                |                   | Горбачов                              |          |
| 2012      | Смерть шпигунам                             |                   | диверсант                             |          |
| 2012      | Страсті за Чапаєм                           |                   | Єрмошенко                             |          |
| 2012      | Щасливий квиток                             |                   | робочий                               |          |
| 2011      | Бабло                                       |                   | Степан Хлопко                         |          |
| 2011      | Балада про Бомбера                          |                   | старшина                              |          |
| 2011      | Биття серця                                 |                   | головний лікар                        |          |
| 2011      | Весна у грудні                              |                   | міліціонер                            |          |
| 2011      | Повернення Мухтара 7                        |                   | Трубін                                |          |
| 2011      | Ластівчине гніздо                           |                   | пожежник Юра                          |          |
| 2011      | Ялта-45                                     |                   | Локтєв                                |          |
| 2010      | Єфросинья                                   |                   | Ряхін                                 |          |
| 2010      | Чужа                                        |                   | оперативник                           |          |
| 2010      | Нічна зміна                                 |                   | «племінник»                           |          |
| 2010      | Лісовик. Продовження історії                |                   | бандит                                |          |
| 2010      | Легенди Раю                                 |                   |                                       |          |
| 2010      | Віра, Надія, Любов                          |                   |                                       |          |
| 2010      | Брат за брата                               |                   | ППСник                                |          |
| 2010      | 1942                                        |                   |                                       |          |
| 2010      | Вчора закінчилась війна                     |                   | поліцай                               |          |
| 2009      | Диво                                        |                   |                                       |          |
| 2009      | Третього не дано                            |                   | комбат                                |          |
| 2009      | Свати 3                                     |                   | інспектор водоканалу Борис            |          |
| 2009      | Розлучниця                                  |                   |                                       |          |
| 2009      | Зачароване кохання                          |                   | Фрол Сипатого                         |          |
| 2009      | 1941                                        |                   | поліцай                               |          |
| 2009      | Зворотний бік Місяця                        |                   |                                       |          |
| 2008      | Рідні люди                                  |                   |                                       |          |
| 2008      | Відлига                                     |                   | Сергій, друг Андрія                   |          |
| 2008      | Зовсім інше життя                           |                   | сусід у комуналці                     |          |
| 2008      | Загін                                       |                   | командир спецназу                     |          |
| 2008      | Нічна зміна                                 |                   | племінник                             |          |
| 2008      | Геній порожнього місця                      |                   | слідчий Сильвестров                   |          |
| 2008      | Чоловік для життя, або на шлюб не претендую |                   | Митник Боря                           |          |
| 2008      | За все тобі дякую 3                         |                   | Буркин                                |          |
| 2008      | Дорогі діти                                 |                   | бандит                                |          |
| 2007      | Ліквідація                                  |                   | допитуваний з приводу зброї           |          |
| 2007      | Вбити змія                                  |                   | фізрук                                |          |
| 2007      | Ситуація 202                                |                   | замовник                              |          |
| 2006      | Солодкі сни                                 |                   |                                       |          |
| 2006      | Психопатка                                  |                   | таксист                               |          |
| 2006      | Утьосов: Пісня довжиною в життя             |                   |                                       |          |
| 2006      | Богдан-Зиновій Хмельницький                 |                   |                                       |          |
| 2006      | Дев'ять життів Нестора Махна                |                   | Семенов-Турський                      |          |
| 2006      | Мертвий, живий, небезпечний                 |                   |                                       |          |
| 2006      | Повернення Мухтара 3                        |                   | Кіт                                   |          |
| 2006      | А життя триває                              |                   |                                       |          |
| 2006      | Битви божих корівок                         |                   |                                       |          |
| 2005      | Золоті хлопці                               |                   | один з бандитів «Міченого»            |          |
| 2005      | Повернення Мухтара 2                        |                   |                                       |          |
| 2005      | Братство                                    |                   | Федір                                 |          |
| 2005      | За все тобі дякую                           |                   |                                       |          |
| 2004      | Російські ліки                              |                   |                                       |          |
| 2004      | Небо в горошок                              |                   | гравець                               |          |
| 2004      | Любов сліпа                                 |                   |                                       |          |
| 2003      | Роксолана: Володарка імперії                |                   |                                       |          |
| 2002      | Леді Мер                                    |                   |                                       |          |
| 2002      | Лялька                                      |                   |                                       |          |
| 2002      | Блакитний місяць                            |                   |                                       |          |
| 2001      | Слід перевертня                             |                   | Віктор Авдєєв                         |          |
| 2001      | День народження Буржуя 2                    |                   |                                       |          |
| 2000      | Нескорений                                  |                   | солдат СМЕРШу                         |          |
| 1997      | Роксолана: Настуня                          |                   |                                       |          |
| 1997      | Роксолана 2: Кохана дружина Халіфа          |                   |                                       |          |
| 1995      | Страчені світанки                           |                   | Старший                               |          |
| 1995      | Геллі і Нок                                 |                   |                                       |          |
| 1992—1997 | Тарас Шевченко. Заповіт                     |                   |                                       |          |

## Дублювання кінофільмів українською
| Роки | Назва                                               | Оригінальна назва                                      | Роль                                                                                      | Примітки                                             |
| ---- | --------------------------------------------------- | ------------------------------------------------------ | ----------------------------------------------------------------------------------------- | ---------------------------------------------------- |
| 1967 | Книга джунглів                                      | The Jungle Book                                        | Шер Хан                                                                                   | стрічку дубльовано у 2019-ому році                   |
| 1995 | Історія іграшок                                     | Toy Story                                              | Сержант                                                                                   | стрічку дубльовано у 2009-ому році                   |
| 2001 | Володар перснів: Хранителі персня                   | The Lord of the Rings: The Fellowship of the Ring      | Саруман, Гімлі, Король-Відьмак, Луртц, Фермер Чудернак, Саурон, Ісілдур, додаткові голоси | Озвучено студією ТВ+ на замовлення телекомпанії ICTV |
| 2001 | Володар перснів: Братерство персня                  | The Lord of the Rings: The Fellowship of the Ring      | Ґандальф                                                                                  | стрічку дубльовано у 2020-ому році                   |
| 2002 | Планета скарбів                                     | Treasure Planet                                        | Скруп                                                                                     | стрічку дубльовано у 2008-ому році                   |
| 2002 | Льодовиковий перiод                                 | Ice Age                                                | Сото                                                                                      | стрічку дубльовано у 2006-ому році                   |
| 2002 | Володар перснів: Дві вежі                           | The Lord of the Rings: The Two Towers                  | Гімлі, Саруман, Гришнак                                                                   | Озвучено студією ТВ+ на замовлення телекомпанії ICTV |
| 2002 | Володар перснів: Дві вежі                           | The Lord of the Rings: The Two Towers                  | Ґандальф                                                                                  | стрічку дубльовано у 2020-ому році                   |
| 2003 | Книга джунглів 2                                    | The Jungle Book 2                                      | Шер Хан                                                                                   |                                                      |
| 2003 | Стіч! Фільм                                         | Stitch! The Movie                                      | Кобра                                                                                     |                                                      |
| 2003 | Пірати Карибського моря: Прокляття «Чорної перлини» | Pirates of the Caribbean: The Curse of the Black Pearl | Джошамі Ґібз                                                                              | стрічку дубльовано у 2017-ому році                   |
| 2003 | Братик ведмедик                                     | Brother Bear                                           | Таґ                                                                                       |                                                      |
| 2003 | Володар перснів: Повернення короля                  | The Lord of the Rings: The Return of the King          | Ґандальф                                                                                  | стрічку дубльовано у 2020-ому році                   |
| 2005 | Зоряні війни. Епізод III. Помста ситхів             | Star Wars Episode III: Revenge of the Sith             | Генерал Грівус                                                                            | стрічку дубльовано у 2018-ому році                   |
| 2006 | Пірати Карибського моря: Скриня мерця               | Pirates of the Caribbean: Dead Man's Chest             | Джошамі Ґібз                                                                              |                                                      |
| 2006 | Роги і копита                                       | Barnyard                                               | бик Бен                                                                                   |                                                      |
| 2006 | Братик ведмедик 2                                   | Brother Bear 2                                         | Таґ                                                                                       | стрічку дубльовано у 2017-ому році                   |
| 2006 | Сезон полювання                                     | Open Season                                            | Шоу                                                                                       |                                                      |
| 2006 | Рятівник                                            | The Guardian                                           | Бен Рендал                                                                                |                                                      |
| 2006 | Казино Рояль                                        | Casino Royale                                          | Ле Шиффр                                                                                  |                                                      |
| 2006 | Веселі ніжки                                        | Happy Feet                                             | Головний коморник                                                                         |                                                      |
| 2006 | Ераґон                                              | Eragon                                                 | Титри                                                                                     |                                                      |
| 2006 | Ніч у музеї                                         | Night at the Museum                                    | Сесіл                                                                                     |                                                      |
| 2006 | Дика природа                                        | The Wild                                               | Казар                                                                                     |                                                      |
| 2007 | Кривавий діамант                                    | Blood Diamond                                          | Капітан Пойзон                                                                            |                                                      |
| 2007 | Примарний вершник                                   | Ghost Rider                                            | Картер Слейд / Наглядач                                                                   |                                                      |
| 2007 | Стрілець                                            | Shooter                                                | Спук (привид)                                                                             |                                                      |
| 2007 | Людина-павук 3: Ворог у тіні                        | Spider-Man 3                                           | Джей Джона Джеймсон                                                                       |                                                      |
| 2007 | Пірати Карибського моря: На краю світу              | Pirates of the Caribbean: At World's End               | Джошамі Ґібз                                                                              |                                                      |
| 2007 | Фантастична четвірка 2: Вторгнення Срібного серфера | Fantastic Four: Rise of the Silver Surfer              | Бен Грімм / Кам'яне створіння                                                             |                                                      |
| 2007 | Рататуй                                             | Ratatouille                                            | Горст                                                                                     |                                                      |
| 2007 | Трансформери                                        | Transformers                                           | Оптімус Прайм                                                                             |                                                      |
| 2007 | Гаррі Поттер та Орден Фенікса                       | Harry Potter and the Deathly Hallows – Part 1          | Кінґслі Шеклболт                                                                          |                                                      |
| 2007 | Зоряний пил                                         | Stardust                                               | оповідач                                                                                  |                                                      |
| 2007 | Чак і Ларрі: Запальні молодята                      | I Now Pronounce You Chuck and Larry                    | Фред Дункан                                                                               |                                                      |
| 2007 | Скарб нації 2: Книга Таємниць                       | National Treasure: Book of Secrets                     | Джон Вілкс Бут                                                                            |                                                      |
| 2008 | Чужі проти Хижака: Реквієм                          | Aliens vs. Predator: Requiem                           | Титри                                                                                     |                                                      |
| 2008 | Монстро                                             | Cloverfield                                            | Старший сержант Прайс                                                                     |                                                      |
| 2008 | Телепорт                                            | Jumper                                                 | Роланд Кокс                                                                               |                                                      |
| 2008 | Хроніки Спайдервіка                                 | The Spiderwick Chronicles                              | Мулгарат                                                                                  |                                                      |
| 2008 | Хроніки Нарнії: Принц Каспіан                       | The Chronicles of Narnia: Prince Caspian               | Трампкін                                                                                  |                                                      |
| 2008 | Особливо небезпечний                                | Wanted                                                 | Містер Ікс                                                                                |                                                      |
| 2008 | Знайомтесь: Дейв                                    | Meet Dave                                              | номер 4                                                                                   |                                                      |
| 2008 | Макс Пейн                                           | Max Payne                                              | Власник тату-салону                                                                       |                                                      |
| 2008 | Мадагаскар 2: Втеча до Африки                       | Madagascar 2                                           | Мото Мото                                                                                 |                                                      |
| 2008 | Квант милосердя                                     | Quantum of Solace                                      | генерал Медрано                                                                           |                                                      |
| 2009 | Операція «Валькірія»                                | Valkyrie                                               | Людвіг Бек                                                                                |                                                      |
| 2009 | Хранителі                                           | Watchmen                                               | Пад Б’юкенен                                                                              |                                                      |
| 2009 | Монстри проти чужих                                 | Monsters vs. Aliens                                    | Генерал Воякер                                                                            |                                                      |
| 2009 | Перлини дракона: Еволюція                           | Dragonball Evolution                                   | Лорд Пікколо                                                                              |                                                      |
| 2009 | Форсаж 4                                            | Fast & Furious                                         | Домінік Торетто                                                                           |                                                      |
| 2009 | Відьмина гора                                       | Race to Witch Mountain                                 | містер Карсон                                                                             |                                                      |
| 2009 | Кораліна                                            | Coraline                                               | Сергій Олександрович Бобінскі                                                             |                                                      |
| 2009 | Термінатор: Спасіння прийде                         | Terminator Salvation                                   | Маркус Райт                                                                               |                                                      |
| 2009 | Похмілля у Вегасі                                   | The Hangover                                           | Майк Тайсон                                                                               |                                                      |
| 2009 | Трансформери: Помста полеглих                       | Transformers: Revenge of the Fallen                    | Оптімус Прайм                                                                             |                                                      |
| 2009 | Бригада М                                           | G-Force                                                | агент Трігстад                                                                            |                                                      |
| 2009 | 9 (мультфільм)                                      | 9                                                      | 8                                                                                         |                                                      |
| 2009 | Асистент вампіра / Історія Одного Вампіра           | Cirque du Freak: The Vampire's Assistant               | Мерлох                                                                                    |                                                      |
| 2009 | Старі пси                                           | Old Dogs                                               | Один дід у ресторані                                                                      |                                                      |
| 2010 | Принцеса і Жаба                                     | The Princess and the Frog                              | др. Фасільє                                                                               |                                                      |
| 2010 | Куди поділися Моргани?                              | Did You Hear About the Morgans?                        | Маршал Хендерсон                                                                          |                                                      |
| 2010 | Аліса в Країні Чудес                                | Alice in Wonderland                                    | Баярд                                                                                     |                                                      |
| 2010 | Полювання на колишню                                | The Bounty Hunter                                      | Боббі                                                                                     |                                                      |
| 2010 | Робін Гуд                                           | Robin Hood                                             | Річард I Левове Серце                                                                     |                                                      |
| 2010 | Історія іграшок 3                                   | Toy Story 3                                            | Сержант                                                                                   |                                                      |
| 2010 | Кішки проти собак: Помста Кітті Галор               | Cats & Dogs: The Revenge of Kitty Galore               | Бутч                                                                                      |                                                      |
| 2010 | Копи на підхваті                                    | The Other Guys                                         | Джиммі                                                                                    |                                                      |
| 2010 | Легенди нічної варти                                | Legend of the Guardians: The Owls of Ga'Hoole          | Бронедзьоб                                                                                |                                                      |
| 2010 | Заплутана історія                                   | Tangled                                                | Брати Зарізяки                                                                            |                                                      |
| 2010 | Встигнути до                                        | Due Date                                               | лисий водій авто                                                                          |                                                      |
| 2010 | Гаррі Поттер і Смертельні реліквії: Частина 1       | Harry Potter and the Deathly Hallows – Part 1          | Корбан Якслі                                                                              |                                                      |
| 2010 | Нещадний                                            | Faster                                                 | Бафомет                                                                                   |                                                      |
| 2011 | Я номер чотири                                      | I Am Number Four                                       | Могадоріанець                                                                             |                                                      |
| 2011 | Ранго                                               | Rango                                                  | Гримучник Джейк                                                                           |                                                      |
| 2011 | Форсаж 5: Пограбування в Ріо                        | Fast Five                                              | Домінік Торетто                                                                           |                                                      |
| 2011 | Пірати Карибського моря: На дивних берегах          | Pirates of the Caribbean: On Stranger Tides            | Джошамі Ґібз                                                                              |                                                      |
| 2011 | Трансформери: Темний бік Місяця                     | Transformers: Dark of the Moon                         | Оптімус Прайм                                                                             |                                                      |
| 2011 | Зоонаглядач                                         | Zookeeper                                              | горилла Берні                                                                             |                                                      |
| 2011 | Нестерпні боси                                      | Horrible Bosses                                        | Детектив Хеган                                                                            |                                                      |
| 2011 | Ковбої проти прибульців                             | Cowboys & Aliens                                       | Пет Долан                                                                                 |                                                      |
| 2011 | Веселі ніжки 2                                      | Happy Feet Two                                         | Браян                                                                                     |                                                      |
| 2011 | Місія нездійсненна: Протокол «Фантом»               | Mission: Impossible – Ghost Protocol                   | Тревор Ганавей                                                                            |                                                      |
| 2012 | Ми купили зоопарк                                   | We Bought a Zoo                                        | старший брат Бенджаміна                                                                   |                                                      |
| 2012 | Джон Картер: між двох світів                        | John Carter                                            | Тарс Таркас                                                                               |                                                      |
| 2012 | Люди в чорному 3                                    | Men in Black 3                                         | Джемейн Клемент/Борис Тварина                                                             |                                                      |
| 2012 | Білосніжка та мисливець                             | Snow White & the Huntsman                              | Біт                                                                                       |                                                      |
| 2012 | Темний лицар повертається                           | The Dark Knight Rises                                  | Бейн                                                                                      |                                                      |
| 2012 | Третій зайвий                                       | Ted                                                    | Флеш Гордон                                                                               |                                                      |
| 2012 | Згадати все                                         | Total Recall                                           |                                                                                           | Додатковий акторський склад                          |
| 2012 | Монстри на канікулах                                | Hotel Transylvania                                     | Чоловік-скелет                                                                            | Додатковий акторський склад                          |
| 2012 | Цирк дю Солей: Казковий світ                        | Cirque du Soleil: Worlds Away                          | Інспектор                                                                                 |                                                      |
| 2013 | Джанґо вільний                                      | Django Unchained                                       | Амеріго Вессепі                                                                           |                                                      |
| 2013 | Мисливці за відьмами                                | Hansel and Gretel: Witch Hunters                       | Едвард                                                                                    |                                                      |
| 2013 | Джек — вбивця велетнів                              | Jack the Giant Slayer                                  | двоголовий велетень Феллон                                                                |                                                      |
| 2013 | G.I. Joe: Атака Кобри 2                             | G.I. Joe: Retaliation                                  | Командир кобри                                                                            |                                                      |
| 2013 | Форсаж 6                                            | Fast & Furious 6                                       | Домінік Торетто                                                                           |                                                      |
| 2013 | Всесвітня війна Z                                   | World War Z                                            | бранець давно покинутої виправної установи                                                |                                                      |
| 2013 | Самотній Рейнджер                                   | The Lone Ranger                                        | Бутч Кавендіш                                                                             |                                                      |
| 2013 | Тихоокеанський рубіж                                | Pacific Rim                                            | Ганнібал Чоу                                                                              |                                                      |
| 2013 | Ми — Міллери                                        | We're the Millers                                      | одноокий                                                                                  |                                                      |
| 2013 | Однокласники 2                                      | Grown Ups 2                                            | офіцер Флузо                                                                              |                                                      |
| 2013 | Хоббіт: Пустка Смога                                | The Hobbit: The Desolation of Smaug                    | Беорн                                                                                     |                                                      |
| 2014 | 47 Ронін                                            | 47 Ronin                                               | повелитель тенґу                                                                          |                                                      |
| 2014 | Ной                                                 | Noah                                                   |                                                                                           | Додатковий акторський склад                          |
| 2014 | На межі майбутнього                                 | Edge of Tomorrow                                       | майстер-сержант Фаррел                                                                    |                                                      |
| 2014 | Як приборкати дракона 2                             | How to Train Your Dragon 2                             | Драго Кровожер                                                                            |                                                      |
| 2014 | Трансформери: Час вимирання                         | Transformers: Age of Extinction                        | Оптімус Прайм                                                                             |                                                      |
| 2014 | Світанок планети мавп                               | Dawn of the Planet of the Apes                         | Коба                                                                                      |                                                      |
| 2014 | Геркулес                                            | Hercules                                               | Амфіарай                                                                                  |                                                      |
| 2014 | Вартові галактики                                   | Guardians of the Galaxy                                | Ґрут                                                                                      |                                                      |
| 2014 | Книга життя                                         | The Book of Life                                       | Шибальба                                                                                  |                                                      |
| 2015 | Форсаж 7                                            | Fast & Furious 7                                       | Домінік Торетто                                                                           |                                                      |
| 2015 | Третій зайвий 2                                     | Ted 2                                                  | Флеш Гордон                                                                               | Додатковий акторський склад                          |
| 2015 | Місія нездійсненна: Нація ізгоїв                    | Mission Impossible: Rogue Nation                       | Лютер Стікелл                                                                             |                                                      |
| 2015 | Добрий динозавр                                     | The Good Dinosaur                                      | Бутч                                                                                      |                                                      |
| 2016 | Книга джунглів                                      | The Jungle Book                                        | тигр Шер-Хан                                                                              |                                                      |
| 2016 | Аліса в Задзеркаллі                                 | Alice Through the Looking Glass                        | Баярд                                                                                     |                                                      |
| 2016 | Warcraft: Початок                                   | Warcraft: The Beginning                                | Чорнорук                                                                                  |                                                      |
| 2016 | Лелеки (фільм)                                      | Storks                                                 | вовк Альфа                                                                                |                                                      |
| 2016 | Фантастичні звірі і де їх шукати                    | Fantastic Beasts and Where to Find Them                | Ґнарлак                                                                                   |                                                      |
| 2017 | Три ікси: Реактивізація                             | XXX: Return of Xander Cage                             | Ксандер Кейдж / Три ікси                                                                  |                                                      |
| 2017 | Життя і мета собаки (фільм)                         | A Dog's Purpose                                        | дорослий Ітан                                                                             |                                                      |
| 2017 | Конг: Острів Черепа                                 | Kong: Skull Island                                     | Престон Пакард                                                                            |                                                      |
| 2017 | Каліфорнійський дорожній патруль                    | CHIPS                                                  | Періш                                                                                     |                                                      |
| 2017 | Форсаж 8                                            | The Fate of the Furious                                | Домінік Торетто                                                                           |                                                      |
| 2017 | Вартові галактики 2                                 | Guardians of the Galaxy Vol. 2                         | Ґрут                                                                                      |                                                      |
| 2017 | Пірати Карибського моря: Помста Салазара            | Pirates of the Caribbean: Dead Men Tell No Tales       | Джошамі Ґібз                                                                              |                                                      |
| 2017 | Трансформери: Останній лицар                        | Transformers: The Last Knight                          | Оптімус Прайм                                                                             |                                                      |
| 2017 | Валеріан та місто тисячі планет                     | Valerian and the City of a Thousand Planets            |                                                                                           | Додатковий акторський склад                          |
| 2017 | Удача Лохана                                        | Logan Lucky                                            |                                                                                           | Додатковий акторський склад                          |
| 2018 | Мері Поппінс повертається                           | Mary Poppins Returns                                   |                                                                                           | Додатковий акторський склад                          |
| 2018 | Злодії                                              | Den of Thieves                                         | Нік                                                                                       |                                                      |
| 2018 | Крід II: Спадок Роккі Бальбоа                       | Creed II                                               | Іван Драго                                                                                |                                                      |
| 2018 | Месники: Війна нескінченності                       | Avengers: Infinity War                                 | Ґрут                                                                                      |                                                      |
| 2018 | Острів собак (фільм)                                | Isle of Dogs                                           | Шеф                                                                                       |                                                      |
| 2018 | Бджілка Мая 2: Кубок меду                           | Maya the Bee: The Honey Games                          | Вітрик                                                                                    |                                                      |
| 2018 | Ескобар                                             | Loving Pablo                                           | Високий державний чиновник США                                                            |                                                      |
| 2018 | Суперсімейка 2                                      | Incredibles 2                                          |                                                                                           | Додатковий акторський склад                          |
| 2018 | Місія нездійсненна: Фолаут                          | Mission: Impossible – Fallout                          | Лютер Стікелл                                                                             |                                                      |
| 2018 | Ральф-руйнівник 2: Інтернетрі                       | Ralph Breaks the Internet: Wreck-It Ralph 2            |                                                                                           | Додатковий акторський склад                          |
| 2018 | Різдвяні хроніки                                    | The Christmas Chronicles                               | Офіцер Джеймсон                                                                           |                                                      |
| 2018 | Пташиний короб                                      | Bird Box                                               |                                                                                           | Додатковий акторський склад                          |
| 2018 | Бамблбі                                             | Bumblebee                                              | Оптімус Прайм                                                                             |                                                      |
| 2019 | Месники: Завершення                                 | Avengers: Endgame                                      | Ґрут                                                                                      |                                                      |
| 2019 | Джон Уік 3                                          | John Wick: Chapter 3 – Parabellum                      | король підземної мафії                                                                    |                                                      |
| 2019 | Анна                                                | Anna                                                   | Вассільєв                                                                                 |                                                      |
| 2019 | Французький жиголо                                  | Just a Gigolo                                          |                                                                                           | Додатковий акторський склад                          |
| 2019 | Термінатор: Фатум                                   | Terminator: Dark Fate                                  | T-800/Карл                                                                                |                                                      |
| 2019 | Клаус                                               | Klaus                                                  |                                                                                           | Додатковий акторський склад                          |
| 2019 | Джуманджі: Наступний рівень                         | Jumanji: The Next Level                                |                                                                                           | Додатковий акторський склад                          |
| 2020 | Дулітл                                              | The Voyage of Doctor Dolittle                          | Дон Карпентеріно, Клайд                                                                   |                                                      |
| 2020 | Губка Боб: Втеча Губки                              | The SpongeBob Movie: Sponge on the Run                 |                                                                                           | Додатковий акторський склад                          |
| 2020 | Бладшот                                             | Bloodshot                                              | Рей Гаррісон / Бладшот                                                                    |                                                      |
| 2020 | Несамовитий                                         | Unhinged                                               | чоловік                                                                                   |                                                      |
| 2020 | Тенет                                               | Tenet                                                  | поплічник Андрія                                                                          |                                                      |
| 2020 | Диво-жінка 1984                                     | Wonder Woman 1984                                      | Грабіжник                                                                                 |                                                      |
| 2021 | Золото острова Ґардіан                              | Dangerous                                              | Доктор Олдервуд                                                                           |                                                      |
| 2021 | Афера Олівера Твіста                                | Twist                                                  | Фейгін (персонаж)                                                                         |                                                      |
| 2021 | Boss Level: Врятувати колишню                       | Boss Level                                             | полковник Клайв Вентор                                                                    |                                                      |
| 2021 | Громові сили                                        | Thunder Force                                          | Вільям Стівенс                                                                            |                                                      |
| 2021 | Форсаж 9                                            | Fast & Furious 9                                       | Домінік Торетто                                                                           |                                                      |
| 2021 | Америка: Кінофільм                                  | America: The Motion Picture                            |                                                                                           | Додатковий акторський склад                          |
| 2021 | Дюна                                                | Dune: Part One                                         | Стілґар                                                                                   |                                                      |
| 2021 | Гірка помста                                        | The Harder They Fall                                   | Вайлі Еско                                                                                |                                                      |
| 2022 | Там, де співають раки                               | Where the Crawdads Sing                                | Джампін                                                                                   |                                                      |
| 2022 | Ноу                                                 | Nope                                                   | Антлерс Голста                                                                            |                                                      |
| 2022 | Лу (фільм,2022)                                     | Lou                                                    |                                                                                           | Додатковий акторський склад                          |
| 2022 | Покерфейс                                           | Poker Face                                             | Віктор                                                                                    |                                                      |
| 2023 | Вартові галактики 3                                 | Guardians of the Galaxy Vol. 3                         | Ґрут                                                                                      |                                                      |
| 2024 | Сенді Щікс: Порятунок Бікіні Ботом                  | Saving Bikini Bottom: The Sandy Cheeks Movie           |                                                                                           |                                                      |
| 2025 | Луні Тюнз: Врятувати планету                        | The Day the Earth Blew Up: A Looney Tunes Movie        | Монстр                                                                                    |                                                      |
| 2025 | Злодії 2: Пантера                                   | Den of Thieves 2: Pantera                              | Нік                                                                                       |                                                      |
| 2025 | Капітан Америка: Чудесний новий світ                | Captain America: Brave New World                       | Ісая Бредлі                                                                               |                                                      |

## Вистави
| Роки | Назва                        | Роль                       | Примітки |
| ---- | ---------------------------- | -------------------------- | -------- |
| 2024 | Анархіст                     | Комісар поліції            |          |
| 2023 | Кролик Гарві                 | Суддя                      |          |
| 2020 | Момент                       | Єремеєв                    |          |
| 2022 | Осінній блюз                 | Леонардо                   |          |
| 2014 | Підступність і кохання       | Міллер                     |          |
| 2013 | Принцеса лебідь              | Король Уільям              |          |
| 2019 | Саломея                      | Ірод                       |          |
| 2025 | Чи одружиться нарешті Фігаро | Садівник Антоніо           |          |
| 2023 | Як я залишилася сама         | Іво, колишній чоловік Анни |          |

## Відеоігри
| Роки | Назва                             | Роль           | Примітки |
| ---- | --------------------------------- | -------------- | -------- |
| 2016 | Metro Redux                       | Хантер         |          |
| 2019 | Metro Exodus                      | Мельник        |          |
| 2024 | S.T.A.L.K.E.R. 2: Серце Чорнобиля | Отець Валер'ян |          |

## Озвучення реклами
| Роки | Назва      | Роль | Примітки |
| ---- | ---------- | ---- | -------- |
|      | Carlsberg  |      |          |
|      | Лаферобіон |      |          |
|      | Люксоптика |      |          |
|      | Уронефрон  |      |          |
|      | Наша Ряба  |      |          |
|      | Мерная     |      |          |
|      | Metro      |      |          |
|      | БЕТОН      |      |          |